# New York Radical Women

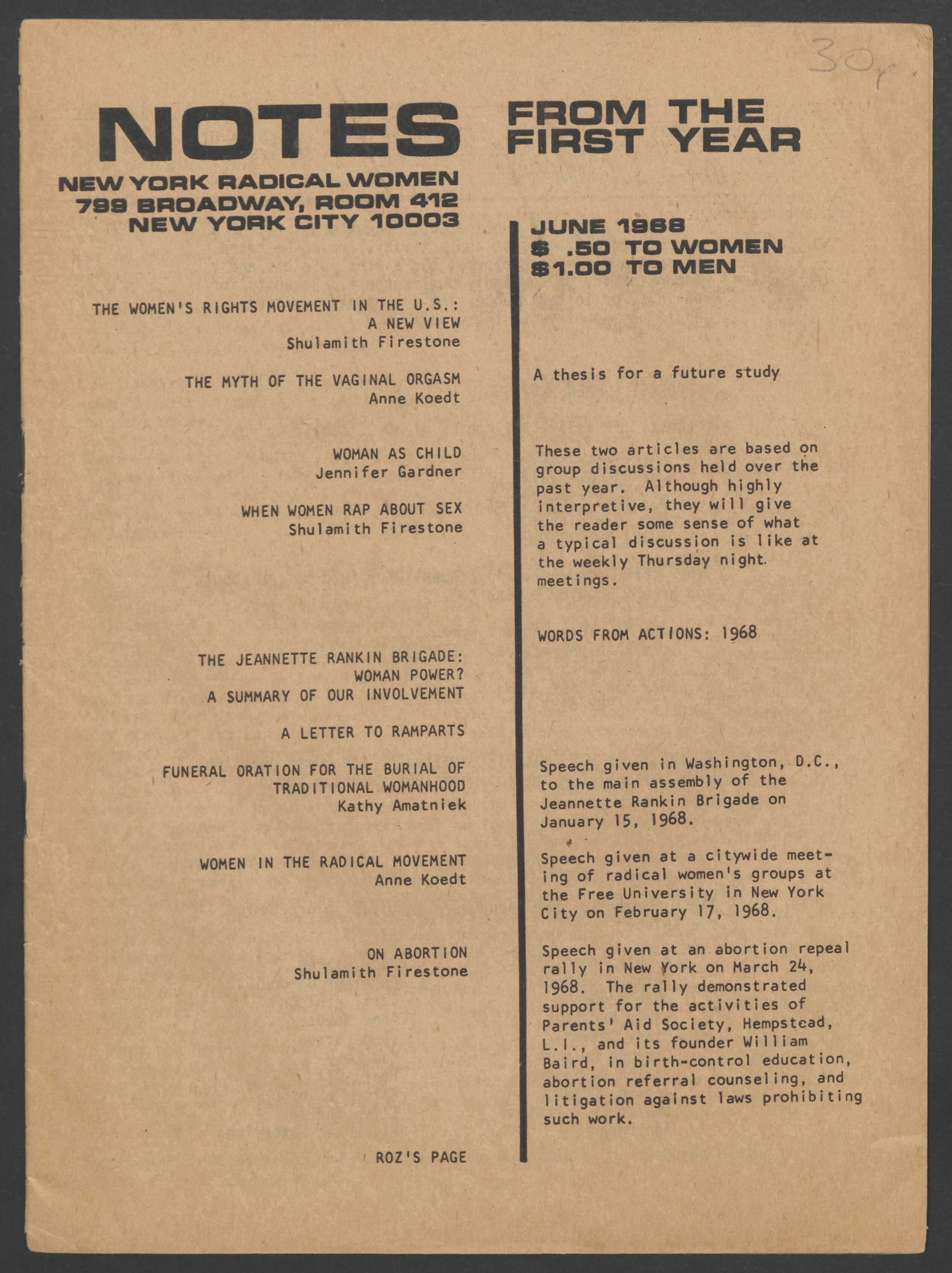
Notes from the First Year (1968)

New York Radical Women (NYRW) (en español: «Mujeres Radicales de Nueva York») fue una organización feminista radical de la segunda ola activa en la ciudad de Nueva York de 1967 a 1969. Llamaron la atención de los medios de comunicación a nivel nacional cuando desplegaron una pancarta durante el certamen de Miss America de 1968 que mostraba las palabras «Liberación de la mujer».

## Orígenes
New York Radical Women fue el primer grupo por la liberación de la mujer en la ciudad de Nueva York. Fue fundado en 1967 por Shulamith Firestone y Pam Allen. Entre sus primeros miembros figuran Carol Hanisch, Robin Morgan, Ros Baxandall, Patricia Mainardi, Irene Peslikis, Kathie Sarachild y Ellen Willis. New York Radical Women fue un grupo de jóvenes amigas de veintitantos que formaban parte de la Nueva Izquierda, cansadas de que los movimientos por los derechos civiles y contra la guerra estuvieran dominados por hombres, hombres que, además, preferían que sus contrapartes femeninas se quedaran en casa.

## Protestas
La primera acción pública de las Mujeres Radicales de Nueva York fue en la convocatoria de la Brigada Jeannette Rankin. Las miembros del grupo lideraron un evento de protesta alternativo, un "entierro de la feminidad tradicional", que se celebró en el Cementerio Nacional de Arlington. Kathie Sarachild escribió un panfleto para el discurso de apertura que dio en la convocatoria, y en este panfleto acuñó la frase "La hermandad es poderosa".
El grupo también participó en la protesta de Miss América con su folleto No More Miss America en Atlantic City, NJ, el 7 de septiembre de 1968. Unas 400 mujeres llegadas de todos los Estados participaron en una protesta en el exterior del edificio donde se realizaba el evento. Las participantes tiraron a una gran papelera de manera simbólica una serie de "productos femeninos": trapos, ollas y sartenes, revistas Playboy, pestañas postizas, zapatos de tacón alto, rizadores, laca para el pelo, maquillaje, fajas, corsés y sostenes, artículos que las manifestantes llamaron "instrumentos de tortura femenina". Carol Hanisch, una de las organizadoras de la protesta, dijo: "Teníamos la intención de quemarla, pero el departamento de policía no nos permitió". Un artículo en el New York Post sobre la protesta hizo una analogía entre la protesta feminista y los manifestantes de la Guerra de Vietnam que quemaron sus tarjetas de reclutamiento. Se ha argumentado que no había brasier, ni nadie se quitó el sostén. Una información local sobre el evento explicó que hubo una quema de sostenes y otros artículos. Escribieron: "como incendios de sujetadores, fajas, rulos y copias de revistas de mujeres populares en el 'Freedom Trash Can' ..."
Hanisch explicó: "Hasta este momento, no habíamos realizado todavía muchas acciones. Fuimos un movimiento muy pequeño. Fue una acción muy atrevida. Miss América era este ícono de la 'tarta estadounidense'. ¿Quién se atrevería a criticar esto? " Además de tirar los artículos a la basura, marcharon con carteles, repartieron panfletos y coronaron a una oveja viva, comparando el concurso de belleza con las competiciones de ganado en las ferias del condado. Un pequeño grupo compró entradas y accedió al salón. Mientras la ganadora de Miss América 1967 Debra Barnes Snodgrass estaba realizando su discurso de despedida, cuatro manifestantes desplegaron una sábana desde el balcón que decía "Liberación de las Mujeres" y comenzaron a gritar. Fueron expulsadas rápidamente por la policía, pero lograron la cobertura mediática en periódicos de todo Estados Unidos. "Los medios recogieron la parte del sujetador", dijo Hanisch más tarde. "A menudo digo que si nos hubieran llamado 'incendiarias de fajas', todas las mujeres en Estados Unidos hubieran corrido para unirse a nosotras".
En enero de 1969, el último evento en el que participaron fue la Contrai-Inauguración en Washington D. C. La protesta se centró en las mujeres que apoyaban la Guerra de Vietnam. A las manifestantes se les enviaron invitaciones diciéndoles que no llevaran flores o que lloraran en el "entierro", sino que estuvieran preparadas para enterrar los roles femeninos tradicionales.

## Publicaciones
La organización compiló y publicó textos feministas en Notes from the First Year (1968), seguido por Notes from the Second Year (1970). Los principios de la organización fueron incluidos en la antología Sisterhood is Powerful: An Anthology of Writings from the Women's Liberation Movement, editado por Robin Morgan.
Notes from the First Year se basa en los discursos pronunciados por los miembros y los debates desatados en las reuniones semanales de New York Radical Women en 1968. Este folleto formaba parte de un movimiento de diarios mimeografiados que coincidió con el nuevo feminismo radical que explotó en Estados Unidos. Muchos fragmentos de este folleto fueron fundamentales en el desarrollo de lo que ahora llamamos estudios de mujeres y de género. El folleto incluye El mito del orgasmo vaginal de Anne Koedt.
Notes from the Second Year se escribió en respuesta a la popularidad y demanda de Notes from the First Year. Fue producido como periódico feminista radical para plantear ideas nuevas y aclarar asuntos políticos pertinentes. Los artículos elegidos se consideraron políticamente importantes y/o influyentes y con el potencial de abrir un nuevo debate. Con su elección de publicar material nuevo en lugar de material que ya se había distribuido ampliamente, la publicación marca notablemente la primera aparición de teorías fundamentales de mujeres y estudios de género tales como Lo personal es político de Carol Hanisch y Política sexual: un manifiesto para la devolución de Kate Millett, que más tarde se convertiría en parte de su clásico libro feminista Política sexual.

## Disolución
En 1969, las diferencias ideológicas dividieron al grupo en una facción feminista radical y una facción feminista socialista (o «político»). La tensión creció entre los dos grupos disidentes hasta enero de 1969, cuando la organización se vino abajo. Las feministas socialistas como Robin Morgan se fueron para formar la Women's International Terrorist Conspiracy from Hell (WITCH), mientras que las feministas radicales lideradas por Shulamith Firestone y Ellen Willis comenzaron Redstockings.